# Pierwszy rząd Herberta Henry’ego Asquitha

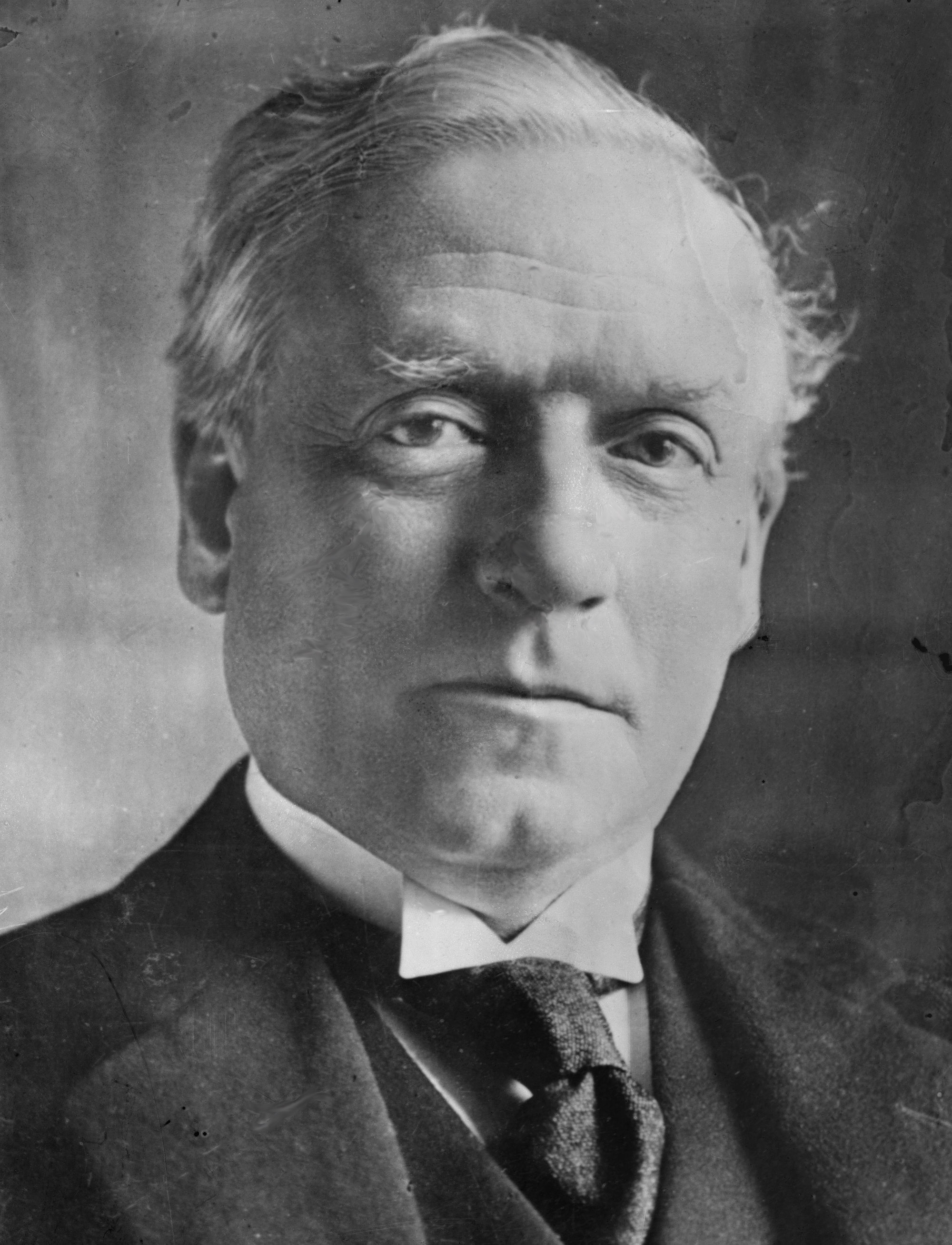
Herbert Henry Asquith, premier, pierwszy lord skarbu, przewodniczący Izby Gmin, minister wojny

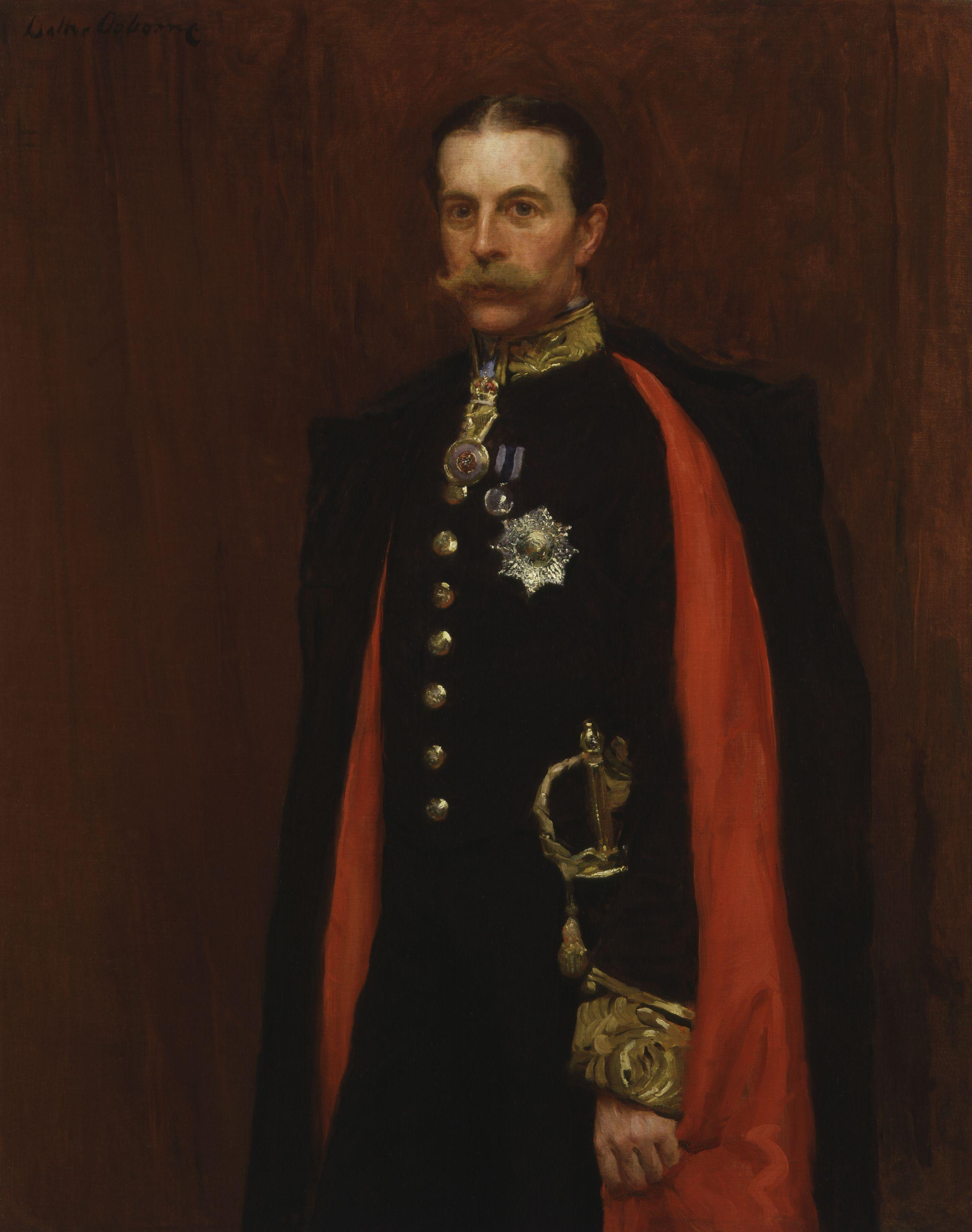
Markiz Crewe, przewodniczący Izby Lordów, lord tajnej pieczęci, minister kolonii, minister ds. Indii

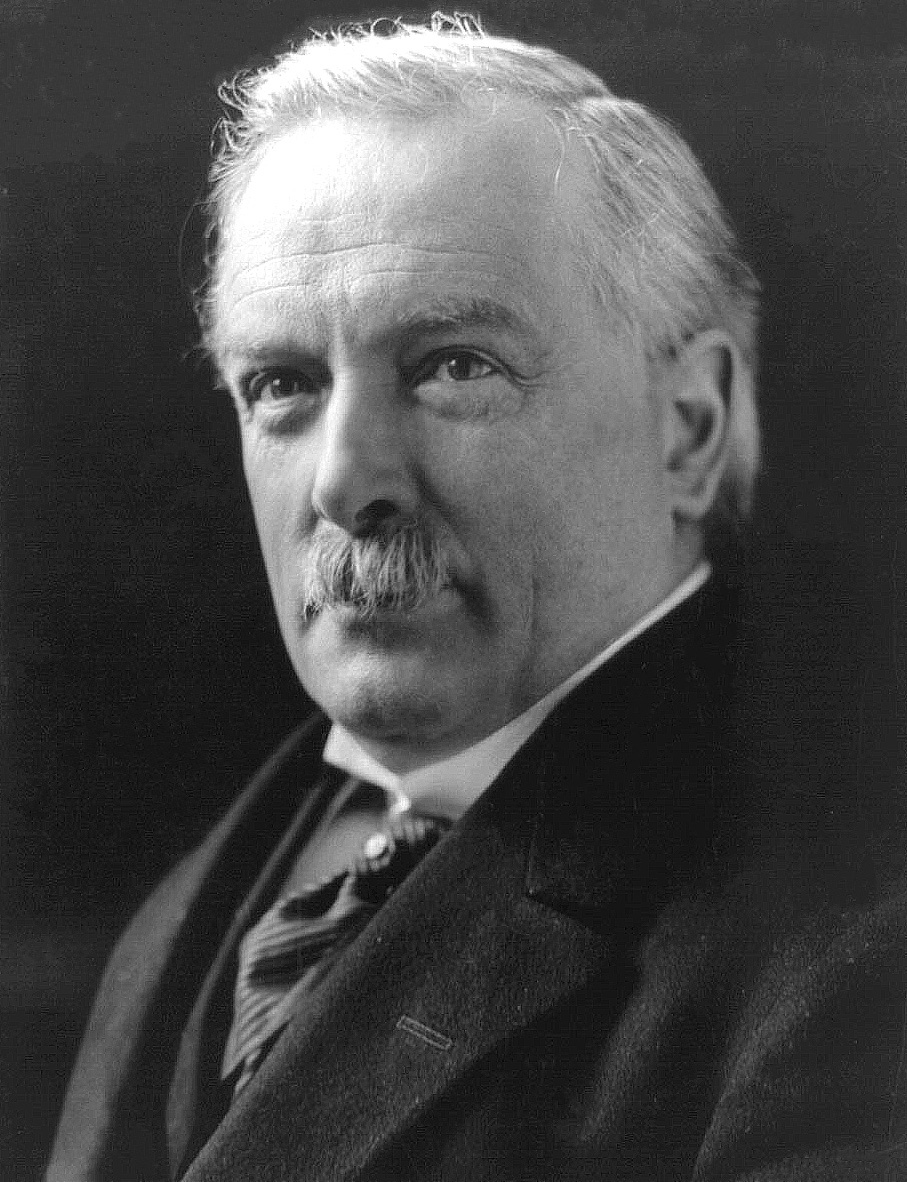
David Lloyd George, kanclerz skarbu

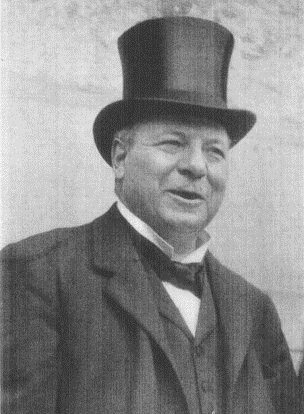
Wicehrabia Haldane, minister wojny, lord kanclerz

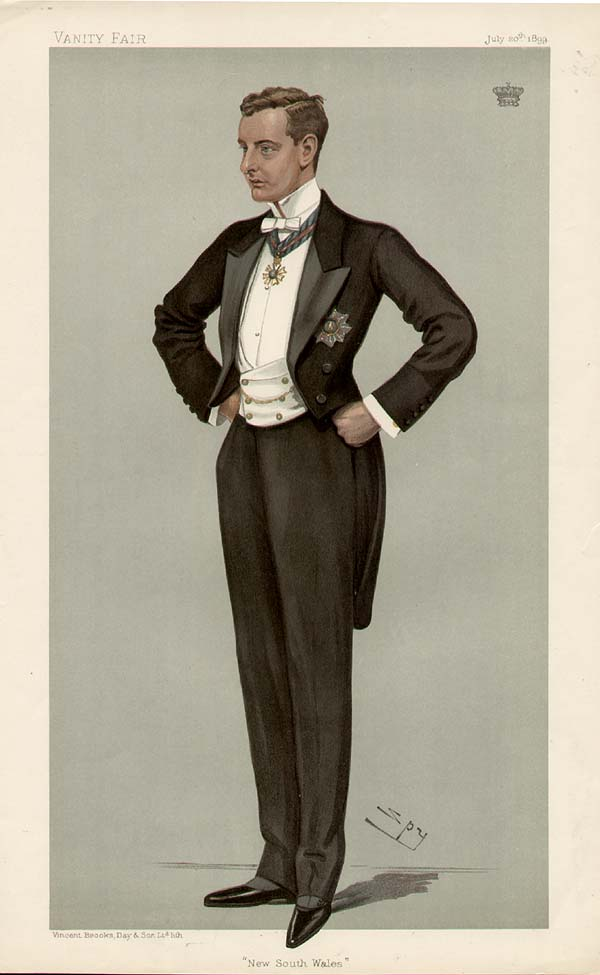
Hrabia Beauchamp, lord steward, lord przewodniczący Rady, pierwszy komisarz ds. prac publicznych

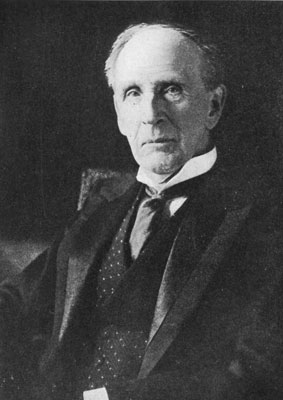
Wicehrabia Morley, minister ds. Indii, lord przewodniczący Rady

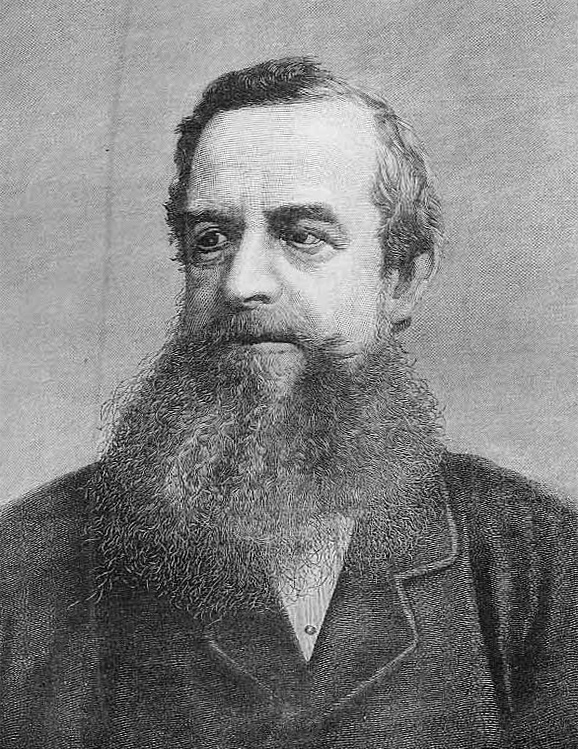
Markiz Ripon, lord tajnej pieczęci

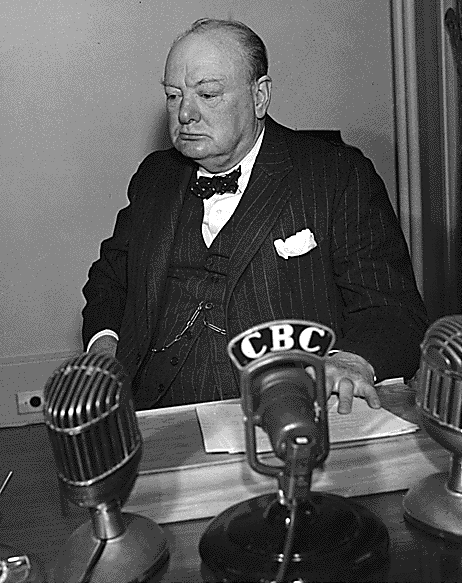
Winston Churchill, przewodniczący Zarządu Handlu, minister spraw wewnętrznych, pierwszy lord Admiralicji

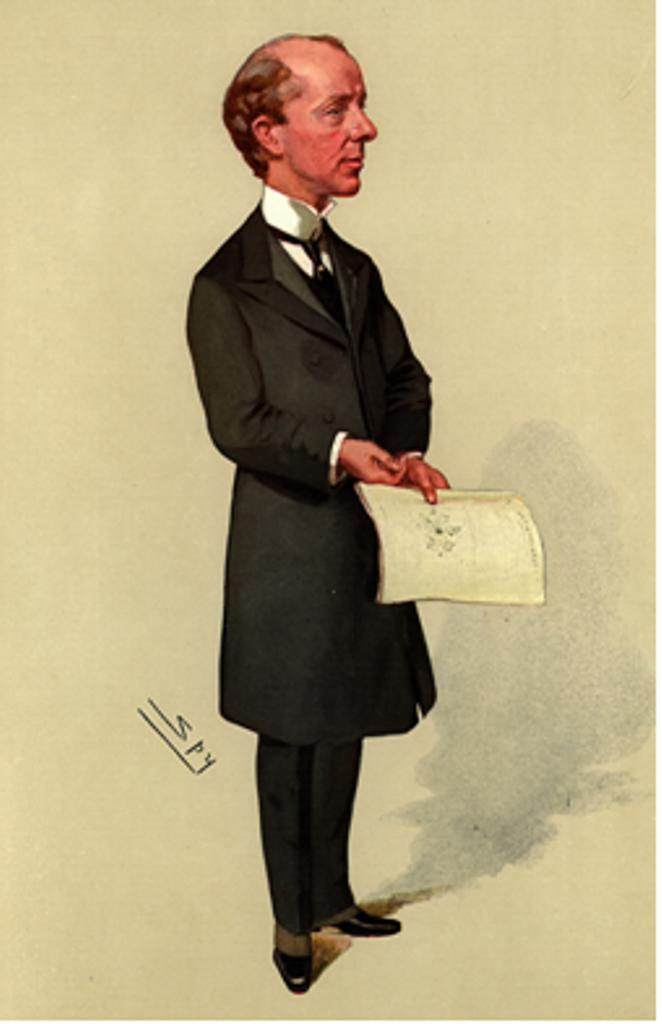
Reginald McKenna, pierwszy lord Admiralicji, minister spraw wewnętrznych

Rząd Partii Liberalnej pod przewodnictwem Herberta Henry’ego Asquitha powstał 5 kwietnia 1908 r. Przetrwał do 25 maja 1915 r., kiedy to na skutek fiaska lądowania pod Gallipoli liberałowie musieli dopuścić do rządu opozycyjną Partię Konserwatywną.
Członków ścisłego gabinetu wyróżniono tłustym drukiem.

## Skład rządu
| Urząd                                                       | Imię i nazwisko | Kadencja |
| ----------------------------------------------------------- | --- | --- |
| Premier Pierwszy lord skarbu Przewodniczący Izby Gmin       | Herbert Henry Asquith | 1908–1915 |
|                                                             | | |
| Przewodniczący Izby Lordów                                  | Robert Crewe-Milnes, 1. markiz Crewe | 1908–1915 |
| Kanclerz skarbu                                             | David Lloyd George | 1908–1915 |
| Parlamentarny sekretarz skarbu                              | George Whiteley Joseph Pease Alexander Murray Percy Illingworth John Gulland | 1908 1908–1910 1910–1912 1912–1915 1915                                                                                      |
| Finansowy sekretarz skarbu                                  | Charles Hobhouse Thomas McKinnon Wood Charles Masterman Edwin Samuel Montagu Francis Dyke Acland | 1908–1911 1911–1912 1912–1914 1914–1915 1915                                                                                 |
| Młodsi lordowie skarbu                                      | Herbert Lewis Joseph Pease Cecil Norton John Henry Whitley Oswald Partington John Gulland William Benn Ernest Soares Percy Illingworth William Jones Frederick Guest Arthur Haworth Henry Webb Cecil Beck Walter Rea | 1908–1909 1908 1908–1909 1908–1910 1909–1911 1909–1915 1910–1915 1910–1911 1910–1912 1911–1915 1911–1912 1912 1912–1915 1915 |
| Lord kanclerz                                               | Robert Reid, 1. hrabia Loreburn Richard Haldane, 1. wicehrabia Haldane | 1908–1912 1912–1915 |
| Lord przewodniczący Rady Przewodniczący Izby Lordów         | Edward Marjoribanks, 2. baron Tweedmouth Henry Fowler, 1. wicehrabia Wolverhampton William Lygon, 7. hrabia Beauchamp John Morley, 1. wicehrabia Morley William Lygon, 7. hrabia Beauchamp | 1908 1908–1910 1910 1910–1914 1914–1915                                                                                      |
| Lord tajnej pieczęci                                        | George Robinson, 1. markiz Ripon Robert Crewe-Milnes, 1. markiz Crewe Robert Carrington, 1. hrabia Carrington Robert Crewe-Milnes, 1. markiz Crewe | 1908 1908–1911 1911–1912 1912–1915                                                                                           |
| Minister spraw wewnętrznych                                 | Herbert Gladstone Winston Churchill Reginald McKenna | 1908–1910 1910–1911 1911–1915                                                                                                |
| Podsekretarz stanu w ministerstwie spraw wewnętrznych       | Herbert Samuel Charles Masterman Ellis Ellis-Griffith Cecil Harmsworth | 1908–1909 1909–1912 1912–1915 1915                                                                                           |
| Minister spraw zagranicznych                                | Edward Grey | 1908–1915 |
| Podsekretarz stanu w ministerstwie spraw zagranicznych      | Edmon Fitzmaurice, 1. baron Fitzmaurice Thomas McKinnon Wood Francis Dyke Acland Neil Primrose | 1908 1908–1911 1911–1915 1915                                                                                                |
| Minister ds. kolonii                                        | Robert Crewe-Milnes, 1. hrabia Crewe Lewis Harcourt | 1908–1910 1910–1915 |
| Podsekretarz stanu w ministerstwie ds. kolonii              | John Seely Auberon Herbert, 9. baron Lucas Alfred Emmott, 1. baron Emmott John Dickson-Poynder, 1. baron Islington | 1908–1911 1911 1911–1915 1915                                                                                                |
| Minister wojny                                              | Richard Haldane, 1. wicehrabia Haldane John Seely Herbert Henry Asquith Horatio Kitchener | 1908–1912 1912–1914 1914 1914–1915                                                                                           |
| Podsekretarz stanu w ministerstwie wojny                    | Auberon Herbert, 9. baron Lucas John Seely Harold Tennant | 1908–1911 1911–1912 1912–1915                                                                                                |
| Finansowy sekretarz w ministerstwie wojny                   | Francis Dyke Acland Charles Mallet Francis Dyke Acland Harold Tennant Harold Trevor Baker | 1908–1910 1910–1911 1911 1911–1912 1912–1915                                                                                 |
| Minister ds. Indii                                          | John Morley, 1. wicehrabia Morley Robert Crewe-Milnes, 1. markiz Crewe | 1908–1910 1910–1915 |
| Podsekretarz stanu w ministerstwie ds. Indii                | Thomas Buchanan Alexander Murray Edwin Samuel Montagu Charles Henry Roberts | 1908–1909 1909–1910 1910–1914 1914–1915                                                                                      |
| Pierwszy lord Admiralicji                                   | Reginald McKenna Winston Churchill | 1908–1911 1911–1915 |
| Parlamentarny i finansowy sekretarz przy Admiralicji        | Thomas James Macnamara | 1908–1915 |
| Cywilny lord Admiralicji                                    | George Lambert | 1908–1915 |
| Przewodniczący Rady Rolnictwa i Rybołówstwa                 | Robert Carrington, 1. hrabia Carrington Walter Runciman Auberon Herbert, 9. baron Lucas | 1908–1911 1911–1914 1914–1915                                                                                                |
| Parlamentarny sekretarz przy Radzie Rolnictwa i Rybołówstwa | Edward Strachey Auberon Herbert, 9. baron Lucas Harry Verney | 1908–1911 1911–1914 1914–1915                                                                                                |
| Przewodniczący Rady Edukacji                                | Walter Runciman Joseph Pease | 1908–1911 1911–1915 |
| Parlamentarny sekretarz przy Radzie Edukacji                | Thomas McKinnon Wood Charles Philips Trevelyan Christopher Addison | 1908 1908–1914 1914–1915 |
| Główny sekretarz Irlandii                                   | Augustine Birrell | 1908–1915 |
| Wiceprzewodniczący Departamentu Rolnictwa dla Irlandii      | Thomas Wallace Russell | 1908–1915 |
| Kanclerz Księstwa Lancaster                                 | Henry Fowler, 1. wicehrabia Wolverhampton Edmond Fitzmaurice, 1. baron Fitzmaurice Herbert Samuel Joseph Pease Charles Hobhouse Charles Masterman Edwin Samuel Montagu | 1908 1908–1909 1909–1910 1910–1911 1911–1914 1914–1915 1915                                                                  |
| Przewodniczący Rady Zarządu Lokalnego                       | John Burns Herbert Samuel | 1908–1914 1914–1915 |
| Parlamentarny sekretarz przy Radzie Zarządu Lokalnego       | Charles Masterman Herbert Lewis | 1908–1909 1909–1915 |
| Paymaster-General                                           | Richard Causton Ivor Guest, 1. baron Ashby St Ledgers Edward Strachey, 1. baron Strachie | 1908–1910 1910–1912 1912–1915                                                                                                |
| Poczmistrz generalny                                        | Sydney Buxton Herbert Samuel Charles Hobhouse | 1908–1910 1910–1914 1914–1915                                                                                                |
| Asystent poczmistrza generalnego                            | Henry Norman Cecil Norton | 1910 1910–1915 |
| Minister ds. Szkocji                                        | John Sinclair, 1. baron Pentland Thomas McKinnon Wood | 1908–1912 1912–1915 |
| Przewodniczący Zarządu Handlu                               | Winston Churchill Sydney Buxton John Burns Walter Runciman | 1908–1910 1910–1914 1914 1914–1915                                                                                           |
| Parlamentarny sekretarz przy Zarządzie Handlu               | Hudson Kearley Harold Tennant John Mackinnon Robertson | 1908–1909 1909–1911 1911–1915                                                                                                |
| Pierwszy komisarz ds. prac publicznych                      | Lewis Harcourt William Lygon, 7. hrabia Beauchamp Alfred Emmott, 1. baron Emmott | 1908–1910 1910–1914 1914–1915                                                                                                |
| Prokurator generalny                                        | William Robson Rufus Isaacs John Simon | 1908–1910 1910–1913 1914–1915                                                                                                |
| Radca generalny Anglii i Walii                              | Samuel Thomas Evans Rufus Isaacs John Simon Stanley Buckmaster | 1908–1910 1910 1910–1913 1914–1915                                                                                           |
| Lord adwokat                                                | Thomas Shaw Alexander Ure Robert Munro | 1908–1909 1909–1913 1914–1915                                                                                                |
| Solicitor General dla Szkocji                               | Alexander Ure Arthur Dewar William Hunter Andrew Anderson Thomas Brash Morison | 1908–1909 1909–1910 1910–1911 1911–1913 1914–1915                                                                            |
| Prokurator Generalny dla Irlandii                           | Richard Robert Cherry Redmond John Barry Charles Andrew O’Connor Ignatius O’Brien Thomas Molony John Francis Moriarty Jonathan Pim | 1908–1909 1909–1911 1911–1912 1912–1913 1913 1914–1914 1914–1915                                                             |
| Solicitor General dla Irlandii                              | Redmond John Barry Charles Andrew O’Connor Ignatius O’Brien Thomas Molony John Francis Moriarty Jonathan Pim James O’Connor | 1908–1909 1909–1911 1911–1912 1912–1913 1913 1914–1914 1914–1915                                                             |
| Lord steward                                                | William Lygon, 7. hrabia Beauchamp Edwyn Scudamore-Stanhope, 10. hrabia Chesterfield | 1908–1910 1910–1915 |
| Lord szambelan                                              | Charles Spencer, 6. hrabia Spencer William Mansfield, 2. baron Sandhurst | 1908–1912 1912–1915 |
| Wiceszambelan Dworu Królewskiego                            | John Fuller Geoffrey Howard | 1908–1911 1911–1915 |
| Koniuszy królewski                                          | Bernard Forbes, 8. hrabia Granard | 1908–1915 |
| Skarbnik Dworu Królewskiego                                 | Edward Strachey William Dudley Ward Frederick Guest | 1908–1909 1909–1912 1912–1915                                                                                                |
| Kontroler Dworu Królewskiego                                | Alexander Murray Arthur Foljambe, 2. hrabia Liverpool Geoffrey Twisleton-Wykeham-Fiennes, 18. baron Saye i Sele | 1908–1909 1909–1912 1912–1915                                                                                                |
| Kapitan Gentelmen-at-Arms                                   | Thomas Denman, 3. baron Denman Edward Colebrooke, 1. baron Colebrooke | 1908–1911 1911–1915 |
| Kapitan Ochotników Gwardii                                  | Wentworth Beaumont, 1. wicehrabia Allendale William Craven, 4. hrabia Craven | 1908–1911 1911–1915 |
| Lord-in-waiting                                             | Richard Lyon-Dalberg-Acton, 2. baron Acton Granville Leveson-Gower, 3. hrabia Granville Gavin Hamilton, 2. baron Hamilton of Dalzell Edward Colebrooke, 1. baron Colebrooke Richard Herschell, 2. baron Herschell Maurice Towneley-O’Hagan, 3. baron O’Hagan Dudley Marjoribanks, 3. baron Tweedmouth Freeman Freeman-Thomas, 1. baron Willingdon Wentworth Beaumont, 1. wicehrabia Allendale Ivor Guest, 2. baron Wimborne George Hamilton-Gordon, 2. baron Stanmore John Brocklehurst, 1. baron Ranksborough | 1908–1915 1908–1911 1908–1915 1908–1910 1910–1911 1911–1913 1911–1915 1914–1915 1915                                         |